# 聖何塞 (貝登省)

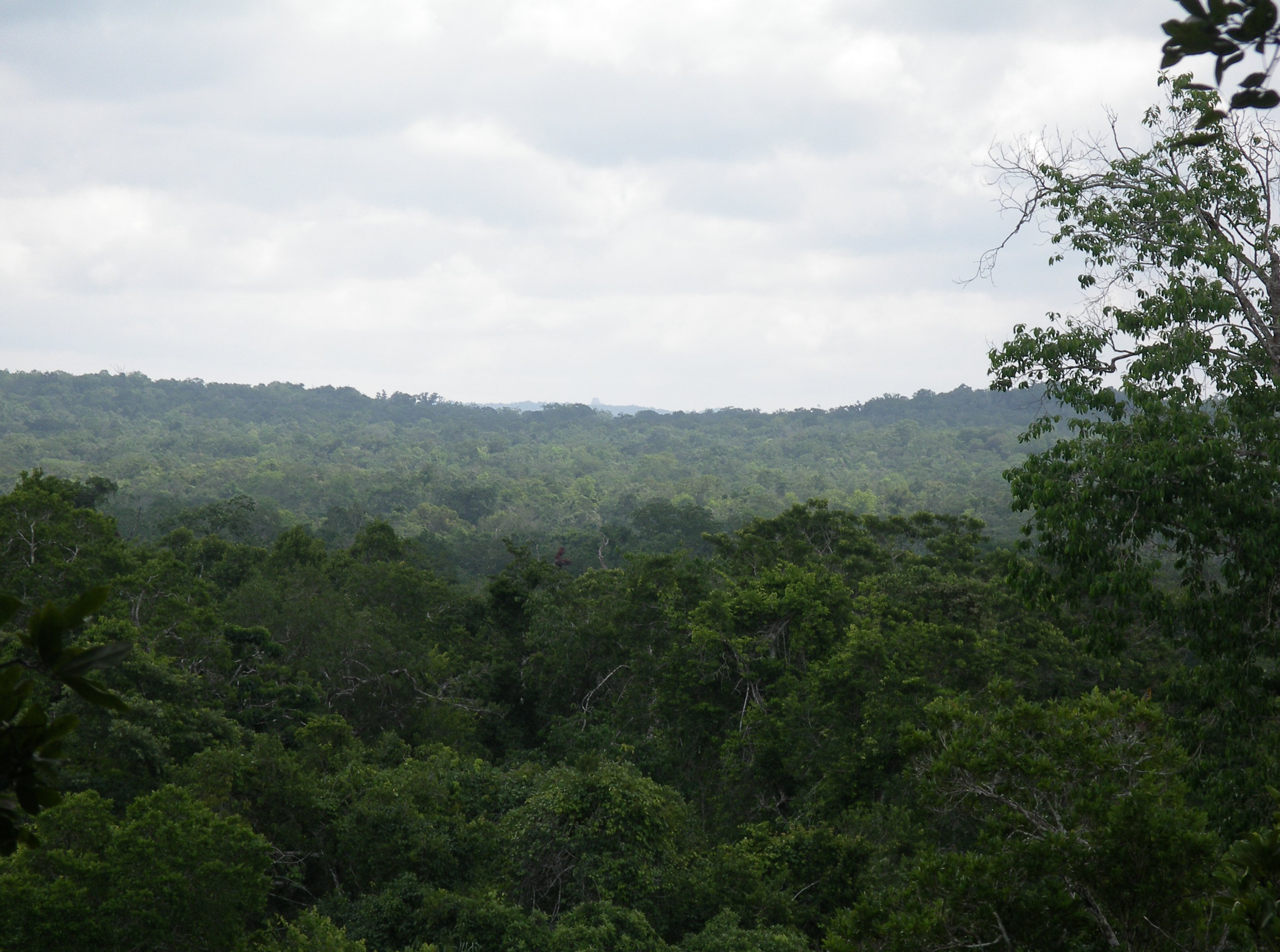

聖何塞（西班牙語：San José），是危地馬拉的城鎮，位於該國北部，由貝登省負責管轄，始建於1697年5月13日，面積2,252平方公里，海拔高度109米，2002年人口3,584，人口密度每平方公里1.59人。
16°59′1″N 89°54′3″W / 16.98361°N 89.90083°W